# Reprezentacja Malty U-21 w piłce nożnej mężczyzn
Reprezentacja Malty U-21 w piłce nożnej – młodzieżowa reprezentacja Malty sterowana przez Maltański Związek Piłki Nożnej. 
Młodzi Maltańczycy jak do tej pory ani razu nie zakwalifikowali się do Mistrzostw Europy U-21.